# Пустоловине са Дигимонима 03
Пустоловине са Дигимонима 03 (јап. デジモンアドベンチャーtri., Dejimon Adobenchā Torai, енгл. Digimon Adventure tri.) је јапански аниме, наставак прве две сезоне у коме се у главне улоге враћају оригинална изабрана деца из првог дела и њихови дигимони. Радња је смештена 6 година након догађаја из прве сезоне, а 3 године након догађаја из друге. Трећа сезона је емитована у виду 6 филмова од којих је сваки издељен на 4 или 5 епизода, те тако цела сезона укупно има 26 епизода.
Таичи, Јамато, Сора, Коширо, Мими, Џо, Такеру и Хикари се поново састају са својим пријатељима, дигимонима и због појављивања нових злих дигимона, поново су у мисији спасавања и дигиталног и стварног света.
Трећа сезона је снимана на 15-годишњицу од емитовања прве сезоне.
Првенствено због повратка изабране деце из прве сезоне, серијал је остварио огроман успех што у финансијском погледу, што у реакцији публике. Због тога је одмах након емитовања последњег филма, најављено да се ради на новом пројекту, који ће представљати 4. сезону и да ће у главним улогама поново бити оригинална изабрана деца.
Трећа сезона још увек није емитована у Србији, али је емитована у САД-у, Немачкој, Шпанији, Италији итд.

## Радња

### Поновно уједињење
Прошло је више од три године од када су се изабрана деца срела са својим партнерима дигимонима и више од 6 од првих авантура. Таичи сада има 17 година и жели да окупи све пријатеље поводом његове фудбалске утакмице. Иако је Мими, једина која му је потврдно одговорила иако треба да допутује чак из Америке, појављивање помахниталог Кувагамона ће их приморати да се поново окупе.
Након што Кувагамон нападне гледаоце на фудбалској утакмици, Таичију у помоћ пристиже стари пријатељ, Агумон. Ускоро и остали дигимони стижу до својих партнера. Међутим појављује се још неколико Кувагамона, па се дигимони поново преображавају и успевају да се изборе са њима. Мими се враћа из Америке и обавештава све да ће остати у Јапану и да се поново уписује с њима у школу. Сва деца и дигимони су поново на окупу, осим Џоа, који се доста променио.
Изабрана деца проводе све више времена заједно, док се појављује једна мистериозна стидљива девојка, која иде са уписала са Таичијем, Сором и Јаматом у разред. Зове се Мејко Моћизуки и очигледно је да има некакве везе са дигимонима и изабраном децом. Коширо открива да се појављују дисторзије кроз које дигимони попут Кувагамона пролазе у стварни свет. Такође он помоћу свог рачунара ствара сервер у коме дигимони могу бораве, а да их људи не примете.
Коширо је направио за Таичија наочаре помоћу којих може да уочи где ће се створити дисторзије. Тако да сва деца, осим Џоа, полазе у потрагу за њима. Усплут наилазе на Мејко, која тражи своју мачку, па одлучују да јој помогну. Након неуспеле потраге за њом Таичи помоћу наочара уочава дисторзију и из ње излаз дигимон у екстремној фази, Алфамон. Он жели да уништи малу мачку, за коју се испоставља да је дигимон од Мејко, Мејкумон. Међутим РатниГрејмон и МеталГарурумон се поново спајају у Омегамона и након дуге борбе га гурну кроз дисторзију. Мејко на крају открива да је и она једно од изабране деце, што они са одушевљењем прихватају.

### Одлучност
Седморо изабране деце, поново без Џоа, одлучују да прославе то што им се Мејко прикључила. Одлазе са својим дигимнима у изворе топле воде где се сјајно проводе и све више се упознају са Мејко. Она им открива да је Мејкумон дигимон у зрелој фази, иако тако не изгледа и да се до сада није преображавао. Децу надгледају и два нова лика Маки Химекава и Дајго Нишиђима, они им само говоре да раде за агенцију која се бави дигимонима и да су ту само да им помогну, али не говоре превише о себи.
Док Таичи, као досадашњи вођа групе наставља да оклева, непрестано размишљајући да ли ради испревну ствар или не, Мими преузима ствар у своје руке, долази на његово место и по први пут се у више узастопних епизода јавља као вођа групе. Њој се смучило да слуша како људи говоре лоше о њиховим пријатељима, дигимонима и када се појави заражени Оргамон, Мими одлучује да се са Тогемоном бори против њега како би показала да постоје и добри дигимони. Иако је у почетку све ишло по плану и тогемон је побеђивао у борби, баш када је требало да зада коначни ударац бодљикавим спрејом, случајно закачи хеликоптер који пада у воду. Тад Оргамон преокрене ток борбе, и нападне Тогемона док Мејкумон безуспешно покушава да помогне. То доводи Мими у праву депресију, што ће још погоршати свађа са девојкама из школе око школског фестивала. Она мисли да је постала егоиста и да је изгубила своју чистоту.
Мими и Џо се случајно сретну поред реке и након што виде да имају сличне проблеме пружају једно другом подршку да наставе даље. Мејко показује да је права пријатељица и помаже Мими око школског фестивала, што чини да Мими изађе из своје депресије. Џо наставља да буде хладан према Гомамону, због чега га он напушта и одлази код осталих дигимона. То Џоа јако растужи, али и када га пронађе не успе да се помири с њим. Сва деца и Маки и Дајго се сјајно забављају на фестивалу и не слуте шта ће се десити...
На фестивалу се из дисторзије појави Кен Ићиђођи (Цар дигимона из 2. сезоне) који одводи Мејкумона за собом, Палмон и Гомамон ускачу у дисторзију с Леомоном, како би га спасли. Међутим дисторзије се затвори пре него што остали дигимони прођу. Кен доводи Империјалдрамона који је попут Омегамона спој 2 дигимона у екстремној фази. Он напада Палмона и Гомамона и баш када изгледа да је све готово и да ће помахнитали Империјалдрамон изаћи и направити прави смак света, Мими и Џо пружају толику подржку својим партнерима да се они по први пут преобразе у екстремну фазу, Зудомон у Викемона, а Лилимон у Росемон. Њих двоје заједно након велике борбе успевају да својим нападима унише чудовиште и спасу Мејкумона. Међутим на крају епизоде Мејкумон одједном побесни, убије Леомона и побегне у дигитални свет. Маки се на то насмеје, чиме показује да ипак није на страни изабране деце, али то нико не примећује.

### Исповест
Прошло је пар дана од догађаја из претходног дела и Мејко осећа огромну грижу савести јер сматра да је она крива за све. Мими и Сора покушавају да јој помогну да преброди то, али је јако повреди Коширово безосећајно понашање и она поново пада у депресију. Коширо даје све од себе да открије узрок инфекције, али после дужег времена изгледа да постоје и ствари на које он нема одговор. Дајго замера Маки што ни њему ни деци није рекла да је Мејкумон изазвао све.
Иако су дигимони непрестано у Кошировој канцеларији, нигде није безбедно од опасног вируса. Први се с њим суочава Патамон, а Такеру га одводи кући како би га удаљио од осталих дигимона, али нема довољно снаге да призна свима. И док Патамон и Такеру проживљавају најтеже тренутке, Коширо безуспешно покушава да пронађе неко решење за целокуну ситуацију. Мејко тражи помоћ од свог оца, који је је Макин и Дајгов шеф и бави се проучавањем дигимона, али ни он јој не може помоћи. Читав свет се суочава са огромним проблемима изазваним вирусом, падови авиона, чудне поруке које се саме пуштају преко телевизора и најављују да се ближи крај.
Патамон одлучује да призна свима да је заражен и замоли их да га убију ако се промени. Патамонову исповест прекида Хикари у коју је поново ушла једна од Хомеостаза, које су задужене за стабилност у свету. Од ње сазнају да уколико не зауставе Мејкумона када се следећи пут појави, доћи ће до комплетног рибута Дигиталног света, што подразумева да ће нестати вирус, али и сва сећања дигимона. У страху да ће заборавити децу и све авантуре с њима, дигимоне се труде да проведу што више времена са својим партнерима, док се Мејкумон не појави.
Ишчекивању дигимона дошао је крај, дисторзија се појавила и из ње је искочио Мејкумон. Убрзо су се сви окупили да га зауставе, Грејмон, Икакумон, Тогемон, Бирдрамон, Гарурумон а чак се и Тејлмон после дужег времена преобразио у Ангевомон да помогне. Међутим Мејкумон чује глас његове партнерке преобрази се у Мејкракмона што додатно отажава посао дигимонима. Патамон одлази да помогне осталима и преобрази се у Ангемона, али тада се промени због вируса и почне да напада своје доскорашње пријатеље. Муњевитом брзином дигимони оболевају од вируса и време до рибута почиње да одбројава. Убрзо пристиже и Коширо са информацијом да је Мејкумон изазвао све. Он ствара бек-ап датотеку помоћу које може да сачува меморију свих дигимона који се нађу у њој. Да би их угурао све Тентомон се по први пут преобрази у ХеркулесКабутеримона. У последњој секунди гурне их кроз дисторзију, али не успева да стигне до бек-ап датотеке, што значи да ће се дигимони излечити од вируса, али и да ће сви остати без сећања.
Прошли су месеци од рибута и последњг пута када су видели своје пријатеље Дигимоне и сва деца су депресивна и делује као да не могу да наставе даље без њих. Убрзо схватају да је повратак у Дигитални свет једино решење. Маки и Дајго успевају да отворе капију и деца се после више од 3 године враћају у Дигитални свет. Убрзо виде како се Алфамон и Џесмон боре, па схватају да рибут очигледно није комплетан, јер су то дигимони у екстремној фази. Недуго затим се сусрећу са својим партнерима, међутим они нису избегли рибут и сви су остали без својих сећања.

### Губитак
На почетку епизоде се открива да су Маки и Дајго били прва изабрана деца као и да се Макин дигимон жртвовао у борби против Господара мрака, па због тога је Маки желела да рибутом врати свог партнера. У међувремену изабрана деца покушавају да обнове пријатељство са својим партнерима, који су изгубили сећања. Свима иде добро, само Сора никако не може да обнови однос са Пјокомоном. Појављује се и уплакани Мејкумон који тражи Мејко и на опште изненађење он није изгубио сећања. На крају епизоде сви дигимони се из дечје преобразе у средњу фазу.
И док су деца све ближа и ближа својим партнерима, Сора се од Пијомона све више удаљује. То јој тешко пада, па Таичи и Јамато безуспешно покушавају да јој помогну. Поново се појављује побеснели Мејкумон, а одмах за њим и један од старих непријатеља Изабране деце, Господар мрака, Мугендрамон. Деца говоре својим дигимонима да се преобразе, али тек тада постају свесни свог губитка и Мугендрамон их својим оружјем одува далеко и све их раздвоји. У међувремену у стварном свету Дајго сазнаје од Хакмона, да је Генаји прешао на страну зла. На крају епизоде, појављује се Мејко која је на мистериозан начин успела да стигне до Дигиталног света.
Деца и Дигимони покушавају поново да се састану, а Мејкумон и Мејко се после жестоке свађе помире. Тада се појављује, сада зао, Генаји и са Мугендрамоном напада Сору и Мејко. Он тада показује своје право лице зла, а помоћу дисторзија остала деца стижу до Соре и помажу јој да побегне. Тада се и Сора и Пијомон по први пут после рибута зближују, а у међувремену Маки трага по Дигиталном свету за својим партнером, Бакумоном. Деца успебају да побегну на брод, који се налазио на оближњој обали, али тада их напада још један од Господара мрака, МеталСидрамон.
Поделили су се у две групе како би се обрачунали са старим непријатељима. Таичи, Јамато и Хикари су са својим дигимонима отишли да покушају да се супротставе МеталСидрамону, а остали Мугендрамону, док Мејко и Мејкумон остају сами на броду. У међувремену Маки проналази Бакумона и јако јој тешко падне кад види да је се не сећа. Таичи и Јамато обнављају везе са Агумоном и Габумоном и они се поново преобразе у РатногГрејмона и МеталГарурумона. Слично се деси и са Сором и Пијомоном, који се по први пут преобрази у своју екстремну фазу, Фениксмона како би заштитио Сору од Мугендрамона. Да би јој помогао, Патамон се, потпуно неочекивано, преображава у Серафимона по други пут (Филм из 2000. године.), а и Тентомон се поново преобрази у ХеркулесКабутеримона. Сви они заједно успевају да униште Мугендрамона, али тада се појави мрачни Генаји, који је повредио Мејко, како би натерао њеног дигимона да се поново преобрази у свој вирус-облик и уништи оба света.

### Симбиоза
Мејкумон се због Генаија поново преобрази у свој вирус-облик, Мејкракмона и чак напада и саму Мејко, а потом одлази у стварни свет. Дисторзије које спајају Дигитални и стварни свет се поново отварају и заражени дигимони праве велике проблеме у стварном свету. Сви људи су веома забринути, а Дајго од проф. Моћизукија сазнаје више о Мејкумоновој деструктивној моћи, а убрзо се појављује и Хакмон који им открива да Мејкумон у себи садржи делић Апокалимонових података и да би могао да се претвори у звер Либру. Цео Дигитални свет види децу као сметњу и на сваки начин покушава да их уклони.
Деца се са дигимонима враћају у стварни свет, али их нападају људи јер у њима и дигимонима виде потенцијалну опасност. Дајго им помаже и склања их у школу, због новинара. Таичи и остали покушавају да убеде Мејко да не одустаје од Мејкумона јер му је она последња нада. Односи између деце и дигимона постају све приснији, а Мејко проналази утеху у Агумону, који је теши.
Након ноћи проведене у школи, Мејкракмон се наредног јутра појављује и почиње да уништава зграде и друге објекте у стварном свету. Сви дигимони се преобразе у своје савршене фазе, како би га зауставили. Међутим изненада се појављује Џесмон, кога шаљу Хомеостазе да пресуди Мејкумону. Тада се у њему буди толики страх да он достиже своју екстремну фазу, али у вирус-облику, и постаје Рагелмон, чије је само присуство довољно за потпуну деструкцију. 8 дигимона се налази између тешког избора, помоћи Мејкумону и борити се против Џесмона, или помоћи Џесмону да га уништи. Они и деца се наравно одлучују да помогну пријатељу па се боре против Џесмона, који заступа Хомеостазе.
7 дигимона се преобрзује у своју екстремну фазу да би заштитило Мејкумона, па се: РатниГрејмон, МеталГарурумон, Росемон, Викемон, Фениксмон, Серафимон и ХеркулесКабутеримон боре против Џесмона, али истовремено покушавају да зауставе и Рагелмона, а помаже им и Ангевомон. Ипак Џесмон успева да ухвати Рагелмона и одводи га у Дигитални свет. Сва деца и дигимони крећу за њима, а РатниГрејмон и МеталГарурумон се поново спајају у Омегамона. Борби се прикључује и Алфамон, који заступа Игдрасила. Пошто је остао сам против свих Џесмон користи своје ултимативно оружје један за све, којим изазива велико уништење и одрон земље, који проузрокује Таичијеву и Дајгову смрт. Хикари из неизмерне туге за братом губи своју светлост која је увек била у њеном срцу за све њене најдраже и уместо ње појављује се чиста тама, која је тако снажна да проузрокује да се њен Њаромон из беби фазе преобрази у своју мрачну екстремну фазу - ПалогОфанимона. Он се потом спаја са Рагелмоном и настаје застрашујуће чудовиште које започиње уништавање света. Јамато узима Таичијеве наочаре и ставља их себи око врата, јасно дајући свима дознања да сада он хоће да буде вођа, а Мејко узима Коромона као свог дигимона.

### Наша будућност
Колапс света је почео, изабрана деца се враћају у стварни свет са тугом за Таичием. Хикари жали за братом , потом пада у несвест, Такеру је одводи да се опорави. Након неколико момената Ординемон се појављује у стварном свету. Евакуација је почела. Изабрана деца крећу у борбу против Ординемон. РатниГарурумон, Гарудамон, Лилимон, Зудомон и АтлурКабутеримон крећу за Ординемон, због прејаке моћи еволуирају у екстремну фазу (МеталГарурумон, Фениксмон, Росемон, Викемон и ХеркулесКабутеримон) , али Ординемон их поражава својим криком. Након тога појављује се Хакмон. Он им говори све у вези Ординемон и да ће преузети ту меру да изврши „рибут” за стварни свет. Коширо се противи и одлази да нађе други начин. Касније се приказују Таичи и Дајго. Нашли су се у лабораторији Дајга и Маки. Ту Таичи налази Даизукеа, Јориа, Кјо и Кена. Даиго му говори за Макин план. Тада се појављује Мрачни Генаи и креће да уништава лабораторију. Само је остала једна капсула, Дајго је рекао Таичију да мора да се он врати, да они изграде њихову будућност. Дајго много крвари не може више да издржи, говори Таичију да сања велике снове! Следећа битка је почела, војска је кренула на Ординемон. Поново се дигимони преобразују у зрелу фазу, само Габумон у РатногГарурумона. Хикари се буди, она и Такеру крећу ка осталима. Појављују се зли Дигимони и Мрачни Генаи . Патамон се преображава у Ангемона па у СветогАнгемона. Мрачни Генаи доводи Девимона и наставља битку са СветимАнгемоном. Хикари не може да то поднесе и почне да вришти. Појављује се у чудном простору где је Видермон одводи до Тејлмона и Мејкумона. Тејлмон говори да Мејкумон пати више од свих, када Тејлмон треба да нестане говори: „Сва светлост је унутар Мејкумона!” Хикари се буди и говори то Такеруу, а он Коширу. Схватају да је поновни „рибут” почео. Сви се поново окупљају да би ушли у меморију Ординемона за шта им је била потребна лозинка. Мејко се сетила да је то била прва реч коју је Мејкумон изговорио 'ла пуно (скраћено од хвала пуно). Тада се памћење свих дигимона почело враћати као и у Тејлмона и Мејкумона. Тада су се сви дигимони преобразили у екстремну фазу осим Агумона, МеталГарурумон, Фениксмон, ХеркулесКабутеримон, Росемон, Викемон и Серафимон. Ординемон је тада покушао да се врати у Дигитални свет да одржи мир, али га спречава Џесмон. Он одсеца једно крило и из њега пада Тејлмон. Ординемон пада. Очекивало се да се Мејкумон врати у свој облик, али није. То није била еволуција! Празан простор у крилу допуњава Игдрасил, Ординемон поново креће у напад, када је требало да један оштар дио крила погоди Мејко, Агумон креће да је штити, појављује се Таичи и спасава их. Агумон прелази у екстремну фазу РатниГрејмон, РатниГрејмон и МеталГарурумон у Омегамона. Хикари говори Таичију начин да не убије Ординемона, али тако нештно не постоји. Тејлмон се преображава у Ангевомон и у екстремну фазу, Холидрамон. Тада све коначне еволуције крећу у напад и обарају Ординемона. Тада креће диги-справа од Мејко да светли као и од Таичија и Јамата. Сви дигимони се спајају у МилосрдногОмегамона. Затим он узима свој мач и расеца Ориднемона на пола. Касније се Мејкумон јавља Мејко и она се са сузама опрашта од Мејкумона. На крају су сви заједно за Божић, Таичи прича са Мејко, али Агумон ускаче у разговор и говори: „Увек ћемо остати пријатељи”, где она пушта сузу радсницу. И авантура се још једном наставља!